# Blanka Berecz
Blanka Berecz (20 de junio de 2002) es una deportista húngara que compite en natación, especialista en el estilo mariposa.
Ganó una medalla de oro en los Juegos Olímpicos de la Juventud de 2018, una medalla de plata en el Campeonato Mundial Junior de Natación de 2019 y cuatro medallas en el Campeonato Europeo Junior de Natación, en los años 2017 y 2019.